# Bitwa pod Odolionem
Bitwa pod Odolionem – decydujące starcie podczas sowieckiej ofensywy na Płock-Włocławek-Toruń, stoczone 14 sierpnia 1920 roku.
Po zdobyciu miasta Nieszawa, oddziały rosyjskich żołnierzy wyruszyły na Odolion i Ciechocinek. Zasadniczym planem głównodowodzącego Frontem Północno – Zachodnim, Michaiła Tuchaczewskiego, było odcięcie Polski od dostępu do morza, przesuwając się wzdłuż lewego brzegu Wisły. Plan ten został pokrzyżowany przez jeden pododdział polskich żołnierzy wysłany przez generała Edmunda Hausera – dowódcę Obozu Warownego "Toruń". W bitwie tej Sowieci doznawszy dotkliwej klęski zrezygnowali z planowanego szturmu na Ciechocinek – mimo iż oddział stanął przed miastem – nigdy do niego nie wkroczył. Udało im się jedynie wysadzić tory kolejowe pomiędzy Ciechocinkiem a Aleksandrowem Kujawskim myląc je z linią Włocławek – Toruń.
Sowieci wycofali się do Nieszawy, przeprawili przez Wisłę i udali do Bobrownik. "Dzień 14 sierpnia to jedyny dzień w nawale bolszewickiej, kiedy Rosjanie znaleźli się na lewym brzegu Wisły".